# Phaloria parva
Phaloria parva är en insektsart som beskrevs av Andrej Vasiljevitj Gorochov 1996. Phaloria parva ingår i släktet Phaloria och familjen syrsor. Inga underarter finns listade i Catalogue of Life.